# KTM X-Bow
La KTM X-Bow (si legge crossbow, ovvero balestra) è una vettura sportiva prodotta dalla casa austriaca KTM.
Si tratta della prima esperienza della casa produttrice di motociclette nel campo automobilistico. Progettata dall'italiana Dallara, è prodotta nello stabilimento di Graz.

## Il contesto
Al salone dell'automobile di Ginevra nel 2007 fu presentata in anteprima ma il modello definitivo della X-BOW fu presentato a dicembre dello stesso anno al Motorshow di Bologna, e poi reso disponibile sul mercato.

## Caratteristiche tecniche

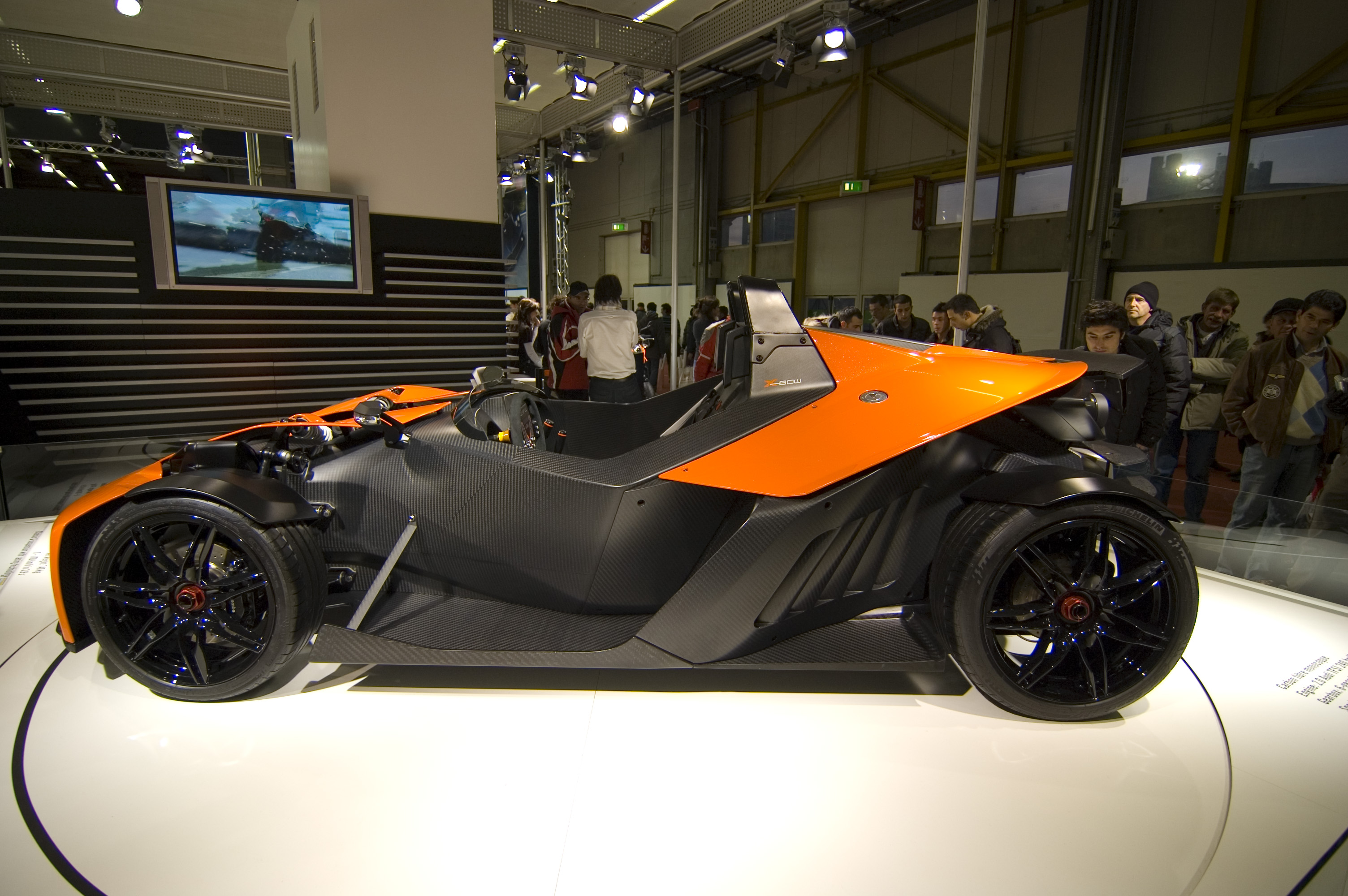
Vista laterale

Si tratta di una roadster estrema senza tetto, che punta più alla leggerezza che alla potenza per raggiungere prestazioni elevate. La vettura è una barchetta a due posti con motore Audi 4 cilindri 2.0 TFSI da 237 CV di potenza posto in posizione centrale/posteriore che permette una velocità massima di 217 km/h e un'accelerazione da 0 a 100 km/h in 3,9 secondi e da 0 a 160 km/h in 8,5 secondi.
Il carico aerodinamico generato a 100 km/h è di 48 kg, a 200 km/h è di 193 kg e può toccare 1,23 g di accelerazione laterale dichiarati dopo un test a 178 km/h su una curva di raggio costante 200 metri.
L'impianto frenante dispone di dischi da 305 mm prodotti dalla Brembo che fermano la vettura da 100 km/h a 0 in 33,1 metri.

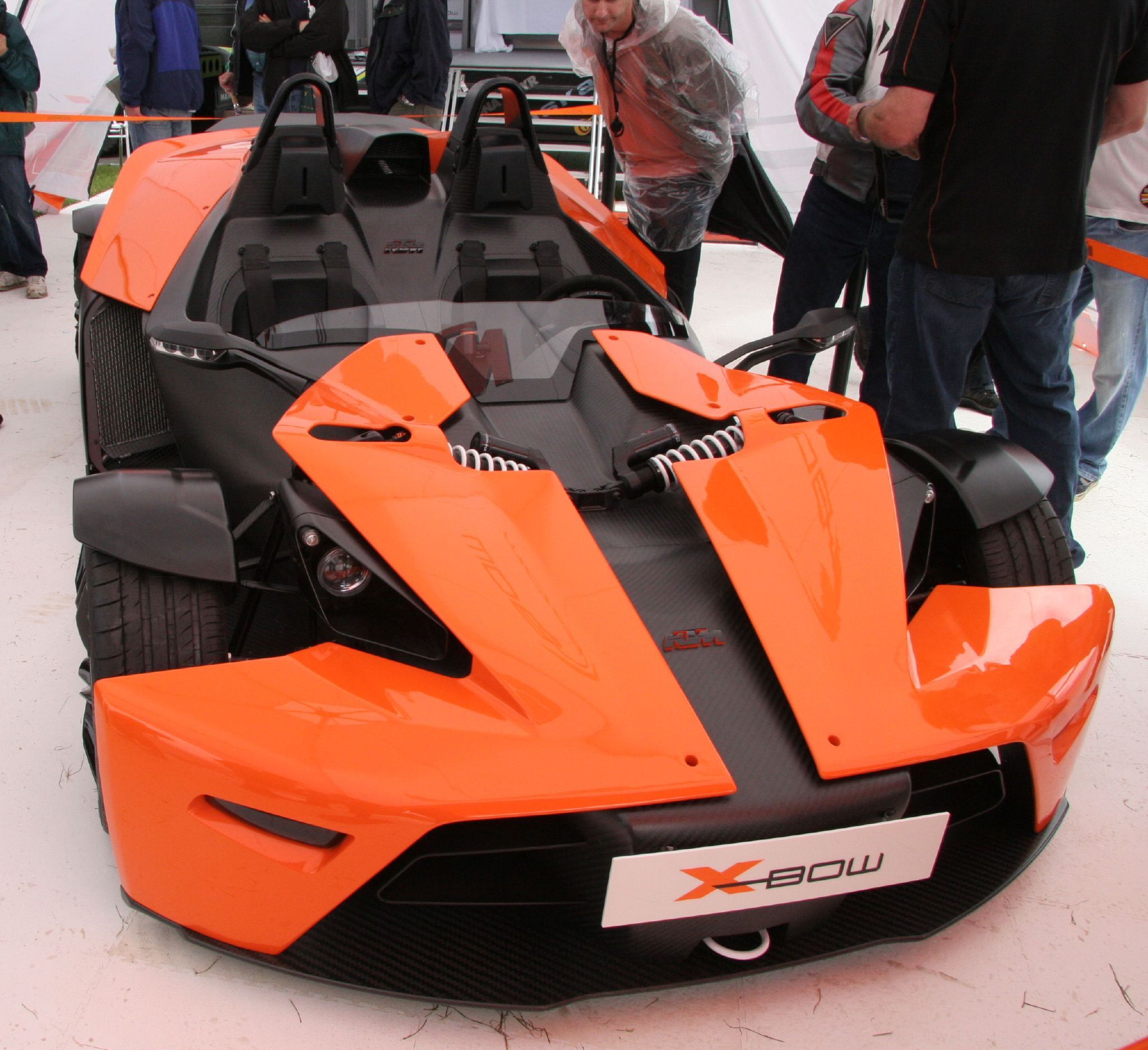
Dettaglio frontale di una X-Bow; notare le sospensioni anteriori utilizzate in F1 del tipo push rod

È presente un estrattore dell'aria posteriore che garantisce deportanza equivalente a 200 kg a 200 km/h.
Nel 2008 arriva anche una versione con cambio DSG automatico a doppia frizione, con possibilità di utilizzo sequenziale di derivazione Audi, un ulteriore potenziamento del propulsoreda circa 270 CV, e un alleggerimento complessivo dell'auto ancora maggiore di quello del modello attuale (700kg).
È possibile sostituire pezzi su richiesta con pezzi più leggeri anche sul modello attualmente in commercio come la carrozzeria in fibra di carbonio, anche in versione completa.
Altri "optional" sono il differenziale autobloccante, il volante estraibile, l'assetto regolabile per l'uso in pista e cerchi in lega a monodado.
I primi 100 modelli furono prodotti in una serie speciale, la "Dallara Series", tutti venduti.

## Altre versioni
Nel febbraio 2008 la KTM annunciò 4 nuovi modelli basati sulla X-BOW; 3 da competizione e una stradale: due modelli da competizione erano pistaioli, per competizioni estreme, da iscrivere al FIA GT4 e/o alla 24 Ore di Le Mans, mentre il terzo era un fuoristrada per la Rally Dakar. Il quarto modello era molto simile alla barchetta, con la quale condivideva tutto: era una variante coupé con tetto e portiere.
I modelli avevano un ampliamento della gamma di motori.

### X-BOW da competizione per il FIA GT4 European Cup
Come anticipato al salone dell'auto di Ginevra 2008, la KTM ufficializzò nel marzo 2008 la partecipazione nella nuova classe Sports Light al GT4 European Cup della FIA tramite il gruppo Reiter Engineering (che ha collaborato con Lamborghini nelle sezioni GT1, GT2 e GT3).
Per omologare la X-BOW sono state apportate alcune modifiche: il rollbar in alluminio sostituito con uno in acciaio, l'impianto di scarico dotato di un nuovo silenziatore e passaruota ampliati, una leggera modifica alle sospensioni.